# Elasmothemis rufa
Elasmothemis rufa is een libellensoort uit de familie van de korenbouten (Libellulidae), onderorde echte libellen (Anisoptera).
De wetenschappelijke naam Elasmothemis rufa is voor het eerst geldig gepubliceerd in 2008 door De Marmels.